# Aeroportul Potchefstroom
Aeroportul Potchefstroom (IATA: PCF, ICAO: FAPS) este un aeroport din Provincia North West, Africa de Sud.
Situat la o altitudine de 1.367 m, aeroportul dispune de o singură pistă.